# Beck – Undercover
Beck – Undercover är en svensk TV-film som hade premiär på C More den 6 november 2020. Filmen är den första i sjunde säsongen baserade på Sjöwall Wahlöös fiktiva polis Martin Beck. Den är regisserad av Pontus Klänge, med manus skrivet av Johan Bogaeus.

## Handling
En ung pojke påträffas mördad och Beck och hans medhjälpare kopplar samman detta mord med ett knarknätverk. Klas Fredén har under lång tid haft spaning på detta nätverk, och han vill inte att hans utredning, som är inne i en kritisk fas, ska äventyras. Han låter dock Beck-gruppen, med Alex Beijer i spetsen, på nåder få arbeta med mordutredningen parallellt med spaningen. Detta får Alex att hamna på ständig kollisionskurs med Fredén. Konflikten gör att Martin Beck, numera rotelchef, blir involverad i sin forna grupps arbete, något som livar upp honom. Steinar Hovland å andra sidan, har det mycket svårare, då han slits mellan arbetet och längtan efter sina barn i Oslo. Pressen på Beck-gruppen blir hård under säsongens gång, både med tuffa utredningar och emotionella förändringar i gruppen.

## Rollista
- Peter Haber – Martin Beck
- Kristofer Hivju – Steinar Hovland
- Måns Nathanaelson – Oskar Bergman
- Rebecka Hemse – Inger, Martins dotter
- Ingvar Hirdwall – Grannen
- Anna Asp – Jenny Bodén
- Jennie Silfverhjelm – Alexandra "Alex" Beijer
- Martin Wallström – Josef Eriksson
- Jonas Karlsson – Klas Fredén
- Linus Wahlgren – Niklas Gustavsson
- Ellen Jelinek – Emma Gravelin
- Liban Abdule – Abdi
- Christian Wennberg – Filip Jakobsson
- Emelie Garbers – Sandra Löfgren
- Jason Iskander – Sandor Mokhtar
- Omar Shargawi – Tarek Mokhtar, Sandors bror
- Stephane Mounkassa – John Sebutu
- Said Willam Legue – Karim Zeroual
- Cilla Thorell – Åsa
- Matilda Tjerneld – Stina Breide